# アッピーオンライン2
アッピーオンライン2(Appie online2)は2009年6月11日から2011年8月26日まで運営されていたMMORPGである。

## 概要
アッピーオンライン2は、2006年3月に破綻したアッピーオンラインの続編である。破綻までの経緯についてはアッピーオンライン#過去の出来事を参照。サービス開始は2008年5月に開始と発表されていたが、大幅に遅れ2009年6月のサービス開始となった。基本プレイ料金は無料でアイテム課金方式であった。2011年8月26日をもってサービスは終了された。

## 出来事
- 2009年6月11日 オープンβテスト開始。
- 2009年6月13日 新サーバー「天の凪」追加。
- 2009年6月25日 正式サービス開始。
- 2009年10月7日 新サーバー「虹の跡」追加。
- 2009年11月17日 定期メンテナンスが毎週木曜日から毎週火曜日に変更。デスペナルティが5%から2.5%に変更。
- 2009年12月8日 公開テストサーバーオープン。翌9日の19時から、獲得経験値が通常の100倍、アイテムドロップ率が通常の10倍となる。
- 2009年12月14日 同日午前10時をもってテストサーバー閉鎖。
- 2010年1月26日 「紅の氷」「月の雫」「天の凪」「虹の跡」を「夕立ち」サーバーとして統合。
- 2011年8月26日 24時00分をもって サービス終了。

## ゲームシステム

### サーバー
- 朝焼け
- 紅の氷、月の雫、天の凪、虹の跡（のちにこの4つのサーバーは「夕立ち」サーバーに統合）

### マップ
国はドルロレ国・イデア国・ティモーレ国・アヴィディタ国の四か国があり、
現在、ドルロレ国、ティモーレ国のみ実装されている。

#### ドルロレ
青い草原と絶壁の島　ドルロレ
- 初心者修練場
- 水都ナーレ
- ドルロレ平原
- 安息の平原
- 竜の巣
- 巨人の巣
- 雪花の島
- 果ての氷鉱
- 女神の涙
- 女神の涙内部

#### ティモーレ
無限に広がる巨大原生林　ティモーレ

#### イデア
険しい山脈と荘厳な休火山　砂漠の国家イデア
未実装

#### アヴィディタ
かつての争乱の中心　アヴィディタ
未実装

### クラス
戦士、探検、魔法使い

### 職業
1次職 鉱物採取、植物採取、狩猟
2次職 鍛冶屋、細工師、医者、錬金術師

### バトルシステム
基本的には敵となるモンスターをクリックするだけで攻撃される。ただ魔法使いは防御力が低く物理攻撃が低いためクリックするだけで敵を倒すことはかなり難しい。基本的に魔法使いはスキルによる魔法攻撃を使って遠距離攻撃を行う、逃げうち（走って敵と距離をとり攻撃する）を駆使する戦法が一般的な戦士においてはクリックするだけでも良いがそれだと被ダメージが大きくなりがちなのでスキルを使って早く倒すことが重要となる。探検家は弓と槍とで戦士、魔法使いと同じような動きをする必要がある槍は戦士、弓は魔法使いの動きが基本となる。

## 職業
職業は1次職と2次職に分かれている
1次職は対象となるオブジェクトから様々なアイテムを手に入れることができる
2次職はそれぞれ違った能力を持つ

### 鍛冶屋
修理、合成ができる。修理は武器の耐久度を100%に戻すことができる（成功率も100%）。合成は武器や防具に1次職でとれるアイテムを付加させ能力を上昇させることができる。アイテムに付けられるのは黄色の文字の種類のものに限られる。レベルに応じて合成や修理可能な主素材のレベルが上がる。

### 細工師
細工ができる。細工によって武器や防具に1次職でとれるアイテムを付加させ能力を上昇させることができる合成と違い武器や防具に付けられるアイテムの種類が増えている細工で付けられるのは合成可能な素材の横にあるかっこの中の3種類である

### 医者
治療と調合ができる。調合で薬を作り、治療で薬によって病気を治療できる基本的に無償で行うためボランティア活動になりがちである。

### 錬金術師
錬金術ができる。錬金術により宝石を作ることが可能合成や細工で武器に付け、反則気味の強化が可能である。